# Ducula neglecta
La dúcula de Ceram (Ducula neglecta) es un ave columbiforme de la familia Columbidae.

## Distribución geográfica
Se trata de un endemismo de las selvas de Ceram, Ambon, Saparua y Boano, en las Molucas (Indonesia).